# Щулаць (Барилович)
45°22′ пн. ш. 15°30′ сх. д. / 45.37° пн. ш. 15.50° сх. д.
Щулаць (хорв. Šćulac) — населений пункт у Хорватії, в Карловацькій жупанії у складі громади Барилович.

## Населення
Населення за даними перепису 2011 року становило 134 осіб.
Динаміка чисельності населення поселення: